# Petljakow-Nunatak
Der Petljakow-Nunatak (russisch Нунатак Петлякова Nunatak Petljakowa) ist ein Nunatak im ostantarktischen Coatsland. Am östlichen Ende der Shackleton Range ragt er unmittelbar nordwestlich der Nobleknausane auf.
Russische Wissenschaftler benannten ihn nach dem sowjetischen Flugzeugkonstrukteur Wladimir Michailowitsch Petljakow (1891–1942).